# Гуго Тосканський
Гуго Великий (нар. близько 953 — пом. 21 грудня 1001) — маркграф Тосканський з 961, герцог Сполетський з 989—996, син Губерта і його дружини Вілли.
У 989 став герцогом Сполетським, проте імператор Священної Римської імперії Оттон III був стурбований зростанням його впливу в центральній Італії та позбавив його герцогства, подарувавши його Конраду.
Останні роки свого довгого правління Гуго присвятив фінансовому сприянню релігійних фондів. Помер у Пістої і був похований у Флоренції. Його життєпис обріс легендами, тому Placido Puccinelli у своєму творі Istoria delle eroiche azioni di Ugo il Grande зобразив його як морального та богобоязненого князя.